# Helena Paulowna van Rusland

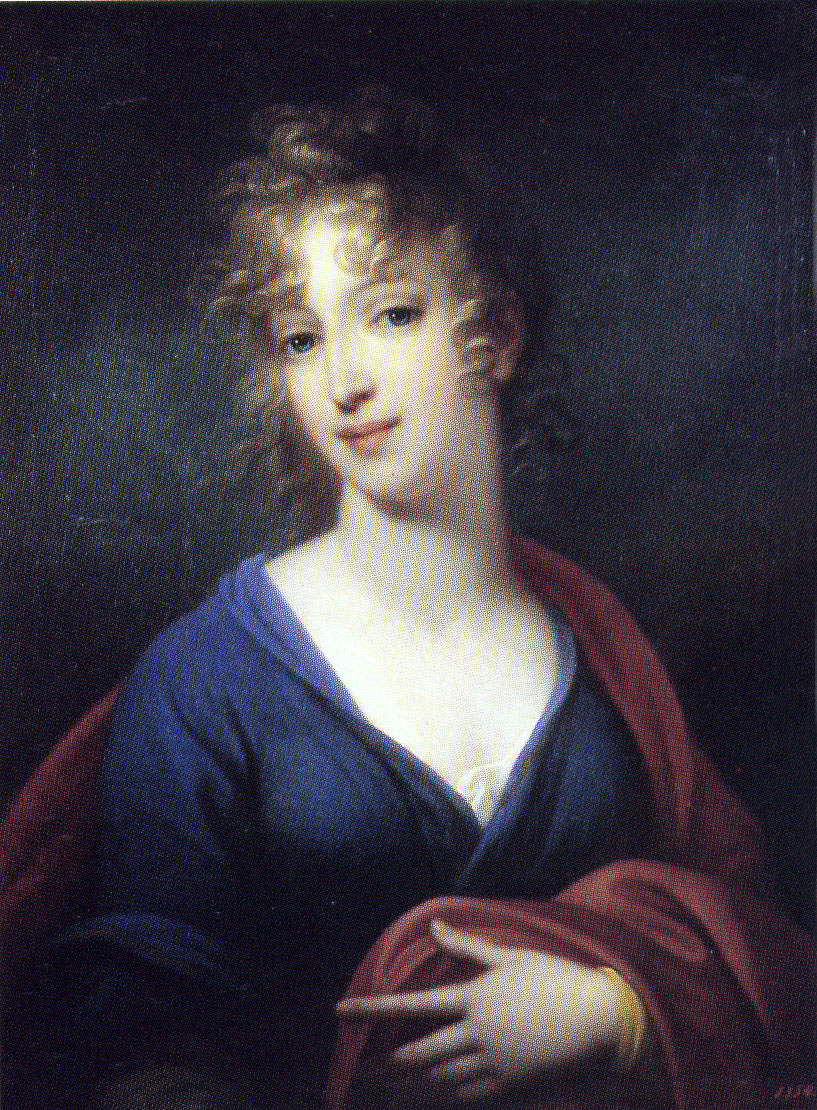
Helena Paulowna, geschilderd door Josef Grassi

Helena Paulowna van Rusland (Russisch: Великая Княжна Елена Павловна) (Sint-Petersburg, 13 december 1784 — Ludwigslust, 24 september 1803), was een dochter van grootvorst en later tsaar Paul I van Rusland en diens tweede echtgenote tsarina Sophia Dorothea Augusta Louisa van Württemberg, die in Rusland beter bekendstond onder haar Russische naam Maria Fjodorovna. Nadat ze huwde, met de erfgenaam van de groothertog van Mecklenburg-Schwerin, deed ze afstand van haar Russische titels.

## Jonge jaren
Grootvorstin Helena Paulowna werd geboren in Sint-Petersburg, de toenmalige hoofdstad van het Keizerrijk Rusland. De komst van een tweede dochter was gelukkig nieuws voor haar vader, tsarevitsj Paul Petrovitsj, die zijn eerste echtgenote, Natalia Aleksejevna van Rusland, was verloren in het kraambed acht jaar daarvoor. Helena werd beschreven als zeer beeldschoon en dus vernoemde Catharina II, die toen tsarina van Rusland was, haar naar Helena, de dochter van Zeus.
Helena was een jongere zuster van grootvorst Alexander (1777-1825), de latere tsaar Alexander I, die huwde met Louise van Baden, van grootvorst Constantijn (1779-1831), die huwde met Juliana van Saksen-Coburg-Saalfeld, en van grootvorstin Alexandra (1783-1801), die huwde met Jozef van Oostenrijk. Ze was een oudere zuster van grootvorstin Maria (1786-1859), die huwde met Karel Frederik van Saksen-Weimar-Eisenach, van grootvorstin Catharina (1788-1819), die eerst huwde met George van Oldenburg en na diens dood met koning Willem I van Württemberg, van grootvorstin Olga (1792-1795), van grootvorstin Anna (1795-1865), die huwde met koning Willem II der Nederlanden, van grootvorst Nicolaas (1796-1855), de latere tsaar Nicolaas I, die huwde met prinses Charlotte van Pruisen en van grootvorst Michaël (1798-1849), die huwde met Helena Charlotte van Württemberg.

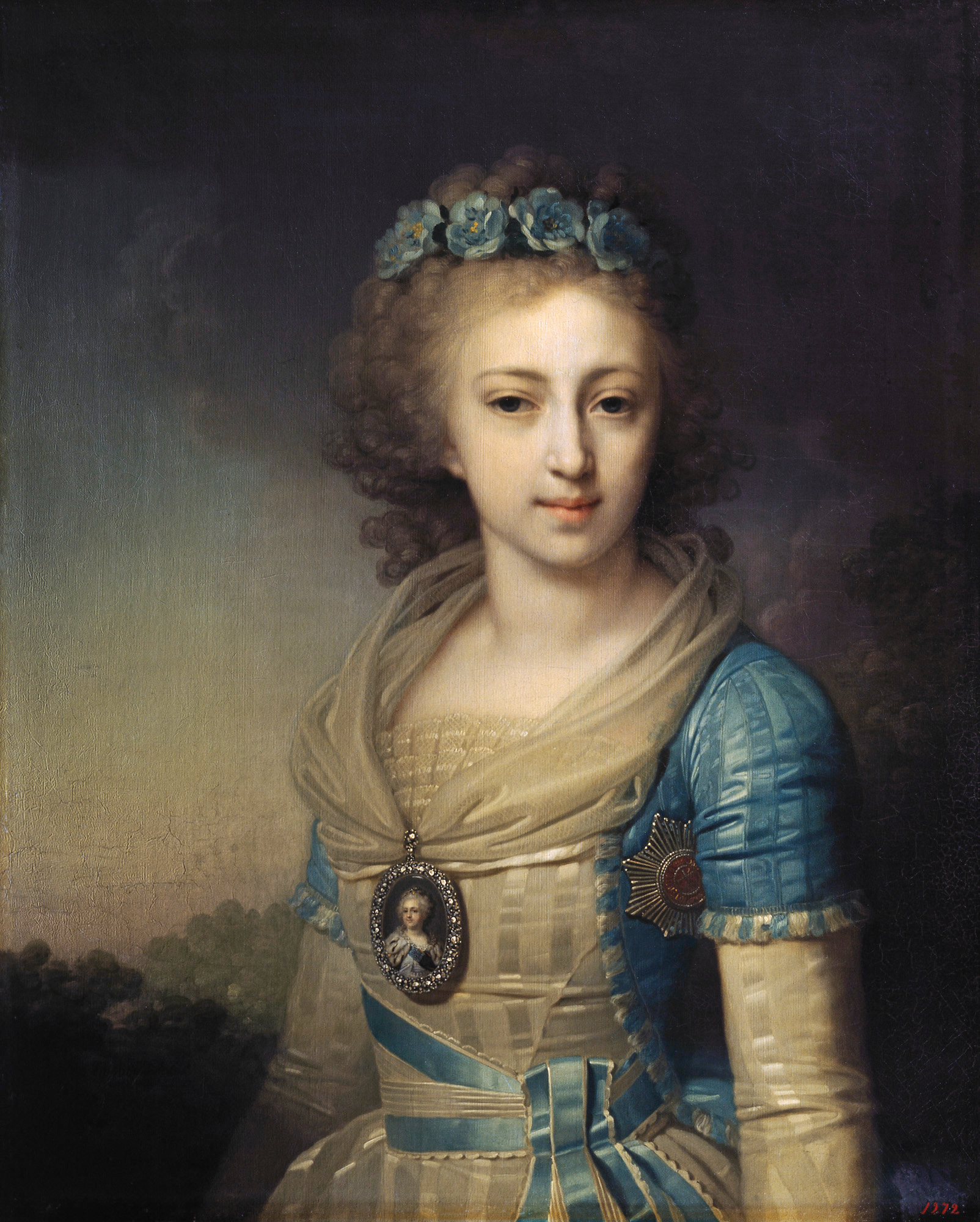
Grootvorstin Helena van Rusland

Als meisje kreeg Helena privéonderwijs in het paleis, de eerste jaren van het onderwijs werden gegeven onder leiding van haar grootmoeder, tsarina Catharina de Grote. Zoals de opleiding van vele andere prinsesjes van haar tijd kreeg ze les in kunst, literatuur en muziek. Haar grote doel was om uiteindelijk een goede partij te huwen en kinderen te krijgen. Helena was in haar jeugd het meest gehecht aan haar oudere zus, Alexandra.

## Huwelijk
In de geschiedenis staan de mannen bekend om hun politieke en militaire beslissingen. Vrouwen staan juist bekend om hun rol in het binden van de Europese koninklijke en keizerlijke families door huwelijken. Zo ook de moeder van Helena, Sophia Dorothea Augusta Louisa van Württemberg (beter bekend onder haar naam Maria Fjodorovna die ze had aangenomen tijdens haar bekering tot de Russisch-Orthodoxe Kerk), die bekendstond om haar uitstekende huwelijkspolitiek. Ook al stierf een van haar dochters als kind (grootvorstin Olga), de rest van haar kinderen werd uitgehuwelijkt aan de meest vooraanstaande families in Europa.
Rond het jaar 1795 werd Helena verloofd met prins en erfgenaam Frederik Lodewijk van Mecklenburg-Schwerin (1778-1819). Hij was de oudste zoon van groothertog Frederik Frans I van Mecklenburg-Schwerin en Louise van Saksen-Gotha-Roda. Rond dezelfde tijd trad grootvorstin Alexandra, die op vele manieren erg op Helena leek, in het huwelijk met Jozef van Oostenrijk.
Het was een traditie voor de Europese prinsessen om naar het vaderland van hun nieuwe man te reizen en daar te trouwen, de Russische prinsessen waren echter een uitzondering, zij trouwden allen in Rusland. Op 23 oktober 1799 trad Elena Paulowna in het huwelijk met Frederik Lodewijk in het paleis van Gatsjina. Alexandra volgde haar en huwde een week later in hetzelfde paleis.

### Kinderen
- Paul Frederik (15 september 1800 - 7 maart 1842), groothertog van Mecklenburg-Schwerin, huwde met Alexandrine van Pruisen.
- Marie Louise Frederika (31 maart 1803 - 26 oktober 1862), gehuwd met George van Saksen-Altenburg.

## Leven in Mecklenburg-Schwerin
Grootvorstin Elena Paulowna (nu prinses Elena) verhuisde met haar man naar Schwerin. Daar werd ze voorgesteld aan het nieuwe hof, een hele verandering ten opzichte van het weelderige hof in Sint-Petersburg. Elena was zeer tevreden met haar huwelijk en werd al snel zwanger. In september 1800 beviel Elena van een zoon, Paul Frederik, hertog van Mecklenburg-Schwerin vanaf 1837 tot 1842. Hij was vernoemd naar zijn beide grootvaders. Paul stond voor tsaar Paul I van Rusland en Frederik stond voor Frederik Frans I van Mecklenburg-Schwerin. Het jaar 1801 was een zwart jaar voor Elena, ze verloor twee leden van haar familie met wie ze een hechte band had. Op 16 maart stierf haar zuster Alexandra in de stad Boeda. Ze stierf aan de gevolgen van de geboorte van haar dochter, Alexandrine, die een paar dagen daarvoor was overleden. Slechts acht dagen later werd haar vader, de tsaar, vermoord door een groepje Russische officieren, waarschijnlijk geleid door zijn eigen zoon, de latere tsaar Alexander I van Rusland. Het jaar daarop werd Elena opnieuw zwanger en in maart 1803 beval Elena van een dochter die ze de naam Maria gaf, naar Elena's moeder, de oud-tsarina van Rusland.

## Overlijden
In september 1803 werd Elena Paulowna ernstig ziek en stierf plotseling op 24 september. Ze werd begraven in het Helena Paulovna Mausoleum te Ludwigslust, het mausoleum werd in haar naam en ter nagedachtenis aan haar gebouwd. Vele leden van de dynastie Mecklenburg-Schwerin, onder wie de tweede echtgenote van haar man, liggen hier begraven.